# Groszkowo (Groszkowo)
Groszkowo – osada wsi Groszkowo w Polsce, położona w województwie pomorskim, w powiecie nowodworskim, w gminie Sztutowo, na obszarze Żuław Wiślanych. 
W latach 1975–1998 osada administracyjnie należała do województwa elbląskiego.